# Liste von Meteoriten
Diese Liste von Meteoriten enthält eine Zusammenstellung von Artikeln zu individuellen Meteoriten, die aus wissenschaftlichen, historischen oder anderen Gründen interessant sind.

## Steinmeteoriten
| Einzelne Meteoriten      |
| Meteoriten mit Streufeld |

| Name                    | Datum          | Fundort                                                                         | Masse (kg)                       | Typ (Subtyp) Anmerkungen                                                          |
| ----------------------- | -------------- | ------------------------------------------------------------------------------- | -------------------------------- | --------------------------------------------------------------------------------- |
| Abee                    | 14. Juni 1952  | Abee, Thorhild County, Alberta, Kanada                                          | 0.107,0000                       | Enstatit-Chondrit (EH4)                                                           |
| Adelie Land             | 5. Dez. 1912   | Adélieland, Antarktis                                                           | 0.001,0000                       | Gewöhnlicher Chondrit (L5) erster in der Antarktis gefundener Meteorit            |
| Allan Hills 84001       | 27. Dez. 1984  | Allan Hills, Viktorialand, Antarktis                                            | 0.001,9300                       | Marsmeteorit (Orthopyroxenit) bisher einziger Orthopyroxenit-Meteorit             |
| Allende                 | 8. Feb. 1969   | Pueblito de Allende, Municipio Allende, Chihuahua, Mexiko                       | ≈5.000,0000                      | Kohliger Chondrit (CV3) sehr oft untersuchter Meteorit                            |
| Almahata Sitta          | 7. Okt. 2008   | Nubische Wüste, Nahr an-Nil, Sudan                                              | 0.010,7000                       | Achondrit (Ureilit) zum Asteroiden 2008 TC3 gehörend                              |
| Bassikounou             | 16. Aug. 2006  | Bassikounou, Hodh Ech Chargui, Mauretanien                                      | 0.093,8510                       | Gewöhnlicher Chondrit (H5)                                                        |
| Benthullen              | 1949           | Benthullen, Wardenburg, Oldenburger Land, Deutschland                           | 0.017,2500                       | Gewöhnlicher Chondrit (L6) zweitgrößter Steinmeteorit Deutschlands                |
| Bishunpur               | 26. Apr. 1895  | Bishunpur und Parjabatpur, Division Mirzapur, Uttar Pradesh, Indien             | 0.001,0390                       | Gewöhnlicher Chondrit (LL3.15)                                                    |
| Bjurböle                | 12. März 1899  | Bjurböle bei Porvoo, Uusimaa, Finnland                                          | 0.330,0000                       | Gewöhnlicher Chondrit (L/LL4)                                                     |
| Blaubeuren              | 1989           | Blaubeuren, Alb-Donau-Kreis, Deutschland                                        | 0.030,6700                       | Gewöhnlicher Chondrit (H4-5) größter Steinmeteorit Deutschlands                   |
| Bo Xian                 | 20. Okt. 1977  | Xiaoyanzhuang, Qiaocheng, Bozhou, Provinz Anhui, Volksrepublik China            | 0.007,5000                       | Gewöhnlicher Chondrit (LL3.9)                                                     |
| Bukhara                 | 9. Juli 2001   | Arablya, Buxoro, Usbekistan                                                     | 0.005,3000                       | Kohliger Chondrit (CV3)                                                           |
| Bustee                  | 1852           | Uttar Pradesh, Indien                                                           | 0.001,5000                       | Achondrit (Aubrit)                                                                |
| Calcalong Creek         | 1960           | Shire of Wiluna, Mid West, Western Australia, Australien                        | 0.000,0190                       | Mondmeteorit erster Mondmeteorit außerhalb der Antarktis                          |
| Chassigny               | 3. Okt. 1815   | Chassigny, Département Haute-Marne, Grand Est, Frankreich                       | 0.004,0000                       | Marsmeteorit (Chassignit) Prototyp der Chassignite                                |
| Cilimus                 | 7. Mai 1979    | Sampora nahe Sukabumi, Jawa Barat, Java, Indonesien                             | 0.001,6000                       | Gewöhnlicher Chondrit (L5)                                                        |
| Cold Bokkeveld          | 13. Okt. 1838  | Westkap, Südafrika                                                              | 0.005,2000                       | Kohliger Chondrit (CM2)                                                           |
| Coorara                 | 1966           | Rawlinna, Dundas Shire, Westaustralien, Australien                              | 0.000,1167                       | Gewöhnlicher Chondrit (L6)                                                        |
| Dar al Gani 400         | 10. März 1998  | Dar al-Gani, Libyen                                                             | 0.001,4250                       | Mondmeteorit                                                                      |
| Dhajala                 |                | Gujarat, Indien                                                                 | 0.045,0000                       | Gewöhnlicher Chondrit (H3.8)                                                      |
| Dhofar 280              | 14. Apr. 2001  | Dhofar, Oman                                                                    | 0.000,2512                       | Mondmeteorit                                                                      |
| D’Orbigny               | Juli 1979      | Buenos Aires, Argentinien                                                       | 0.016,5500                       | Achondrit (Angrit)                                                                |
| Elephant Moraine A79001 | 1979           | Elephant Moraine, Antarktis                                                     | 0.007,9420                       | Marsmeteorit (Shergottit)                                                         |
| Eichstädt               | 19. Feb. 1785  | Breitenfurt (Dollnstein), Deutschland                                           | 0.003,2000                       | Gewöhnlicher Chondrit (H5)                                                        |
| Ella Island             | August 1971    | Ella Ø, Nordost-Grönland-Nationalpark, Grönland                                 | 0.007,5000                       | Gewöhnlicher Chondrit (L6)                                                        |
| Ensisheim               | 16. Nov. 1492  | Ensisheim, Département Haut-Rhin, Grand Est, Frankreich                         | 0.127,0000                       | Gewöhnlicher Chondrit (LL6)                                                       |
| Erevan                  | 1911 oder 1912 | nahe Jerewan, Armenien                                                          | 0.000,1072                       | Achondrit (Howardit)                                                              |
| Farmington              | 25. Juni 1890  | Kansas, Vereinigte Staaten                                                      | 0.089,3000                       | Gewöhnlicher Chondrit (L5)                                                        |
| Flensburg               | 12. Sep. 2019  | Flensburg, Schleswig-Holstein, Deutschland                                      | 0.000,0245                       | Kohliger Chondrit (C1-ung)                                                        |
| Forest-Vale             | 7. Aug. 1942   | New South Wales, Australien                                                     | 0.026,0000                       | Gewöhnlicher Chondrit (H4)                                                        |
| Gao-Guenie              | 5. März 1960   | Léo, Burkina Faso                                                               |                                  | Gewöhnlicher Chondrit (H5)                                                        |
| Ghubara                 | 1954           | Jiddat al-Harasis, al-Wusta, Oman                                               | 1.750,0000                       | Gewöhnlicher Chondrit (L5)                                                        |
| Itqiy                   | 1990           | Westsahara                                                                      | 0.004,72,00                      | Enstatit-Chondrit (EH7)                                                           |
| Jilin                   | 8. März 1976   | nahe Jilin, Provinz Jilin, Volksrepublik China                                  | 1.770,0000 0.400,0000 0.123,5000 | Gewöhnlicher Chondrit (H5) angegeben sind die Hauptmasse und zwei große Fragmente |
| Kagarlyk                | 30. Juni 1908  | nahe Kaharlyk, Ukraine                                                          | 0.001,8860                       | Gewöhnlicher Chondrit (L6)                                                        |
| Kaidun                  | 30. Dez. 1980  | Al-Khuraybah, damals Südjemen, heute Republik Jemen                             | 0.000,8415                       | Kohliger Chondrit (CR2)                                                           |
| Kainsaz                 | 13. Sep. 1937  | Kainsaz, Tatarstan, Russland                                                    | 0.102,0000                       | Kohliger Chondrit (CO3)                                                           |
| Kakova                  | 19. Mai 1858   | gefallen bei Kakova, Banat, damals Österreich-Ungarn?; heute Grădinari Rumänien | 0.000,5770                       | Gewöhnlicher Chondrit (L6)                                                        |
| Karakol                 | 9. Mai 1840    | Karakol, damals Russland, heute Ostkasachstan, Kasachstan                       | 0.003,0000                       | Gewöhnlicher Chondrit (LL6)                                                       |
| Kediri                  | 1940           | Kediri, Jawa Timur, Indonesien                                                  | 0.003,3000                       | Gewöhnlicher Chondrit (L4)                                                        |
| Kesen                   | 13. Juni 1850  | Rikuzentakata, Kesen-gun, Japan                                                 | 0.135,0000                       | Gewöhnlicher Chondrit (H4)                                                        |
| Kobe                    | 26. Sep. 1999  | Kōbe, Japan                                                                     | 0.000,1360                       | Kohliger Chondrit (CK4)                                                           |
| Korra-Korrabes          | November 1996  | Namaland, Namibia                                                               | 0.022,0000                       | Gewöhnlicher Chondrit (H3)                                                        |
| Kulp                    | 1906           | Tawusch, Armenien                                                               | 0.003,7200                       | Gewöhnlicher Chondrit (H6)                                                        |
| L’Aigle                 | 26. Apr. 1803  | L’Aigle, Département Orne, Normandie, Frankreich                                | 0.037,0000                       | Gewöhnlicher Chondrit (L6)                                                        |
| Maralinga               |                | Maralinga, Australien                                                           | 0.003,3800                       | Kohliger Chondrit (CK4)                                                           |
| Maribo                  | 17. Jan. 2009  | Lolland, Dänemark                                                               | 0.000,0258                       | Kohliger Chondrit (CM2)                                                           |
| Mauerkirchen            | 20. Nov. 1768  | Mauerkirchen, damals Bayern, heute Bezirk Braunau am Inn, Österreich            | 0.021,3000                       | Gewöhnlicher Chondrit (L6) größter Meteorit mit Fundort im heutigen Österreich    |
| Mihonoseki              | 10. Dez. 1992  | Mihonoseki, Matsue, Präfektur Shimane, Japan                                    | 0.006,38                         | Gewöhnlicher Chondrit (L6)                                                        |
| Millbillillie           | Oktober 1960   | Shire of Wiluna, Mid West, Western Australia, Australien                        | 0.330,0000                       | Achondrit (Eukrit)                                                                |
| Murchison               | 28. Sep. 1969  | Victoria, Australien                                                            | 0.100,0000                       | Kohliger Chondrit (CM2)                                                           |
| Murray                  | 1950           | Murray, Kentucky, USA                                                           | 0.012,6000                       | Kohliger Chondrit (CM2)                                                           |
| Nagai                   | 30. Mai 1922   | Nagai, Japan                                                                    | 0.001,8100                       | Gewöhnlicher Chondrit (L6)                                                        |
| Nakhla                  | 28. Juni 1911  | Abu Hummus, al-Buhaira, Ägypten                                                 | 0.010,0000                       | Marsmeteorit (Nakhlit) Prototyp der Nakhlite                                      |
| Neuschwanstein          | 6. Apr. 2002   | Füssen, Bayern, Deutschland                                                     | 0.002,8400                       | Enstatit-Chondrit (EL6)                                                           |
| Nogata                  | 19. Mai 861    | Nōgata, Kyūshū, Japan                                                           | 0.000,4720                       | Gewöhnlicher Chondrit (L6) Fall wurde beobachtet, hohes irdisches Alter           |
| Northwest Africa 869    | 1999           | Provinz Tindūf, Algerien                                                        | 2.000,0000                       | Gewöhnlicher Chondrit (L3-6)                                                      |
| Northwest Africa 1934   | 2003           | Nordwestafrika                                                                  | 0.008,0000                       | Kohliger Chondrit (CV3)                                                           |
| Northwest Africa 3009   | 2001           | Zag, Marokko                                                                    | 0.001,5220                       | Gewöhnlicher Chondrit (L4-6)                                                      |
| Northwest Africa 7325   | Februar 2012   | Sahara, Marokko                                                                 | 0.000,3450                       | Achondrit                                                                         |
| Oldenburg               | 10. Sep. 1930  | Bissel, Großenkneten und Beverbruch, Garrel, Oldenburger Land, Deutschland      | 0.016,5700                       | Gewöhnlicher Chondrit (L6)                                                        |
| Orgueil                 | 14. Mai 1864   | Orgueil, Département Tarn-et-Garonne, Frankreich                                | 0.014,0000                       | Kohliger Chondrit (CI1)                                                           |
| Peekskill               | 9. Okt. 1992   | Peekskill, Westchester County, New York, Vereinigte Staaten                     | 0.012,4000                       | Gewöhnlicher Chondrit (H6) Einschlag in ein Auto                                  |
| Přibram                 | 7. Apr. 1959   | Příbram, damals Tschechoslowakei, heute Tschechien                              | 0.004,4800                       | Gewöhnlicher Chondrit (H5)                                                        |
| Richardton              | 30. Juni 1918  | North Dakota, Vereinigte Staaten                                                | 0.090,0000                       | Gewöhnlicher Chondrit (H5)                                                        |
| Santa Vitoria do Palmar | 25. Juni 1997  | nahe Santa Vitória do Palmar, Rio Grande do Sul, Brasilien                      | 0.034,0000                       | Gewöhnlicher Chondrit (L3)                                                        |
| Sayh al Uhaymir 169     | 16. Jan. 2002  | Sayh al Uhaymir, Oman                                                           | 0.000,2060                       | Mondmeteorit                                                                      |
| Semarkona               | 26. Okt. 1940  | Madhya Pradesh, Indien                                                          | 0.000,6910                       | Gewöhnlicher Chondrit (LL3.00)                                                    |
| Shergotty               | 25. Aug. 1865  | Sherghati, Distrikt Gaya, Bihar, Indien                                         |                                  | Marsmeteorit (Shergottit) Prototyp der Shergottite                                |
| Siena                   | 16. Juni 1794  | Siena, Toskana, Italien                                                         | 0.003,7000                       | Gewöhnlicher Chondrit (LL5)                                                       |
| Stannern                | 22. Mai 1808   | Stannern, Südmährische Region, Tschechien                                       | 0.052,0000                       | Achondrit (Eukrit)                                                                |
| Ste. Marguerite         | 8. Juni 1962   | Nord-Pas-de-Calais, Frankreich                                                  | 0.004,9600                       | Gewöhnlicher Chondrit (H4)                                                        |
| Tagish-Lake             | 18. Jan. 2000  | Tagish Lake, Kanada                                                             | 0.010,0000                       | Kohliger Chondrit (CI2)                                                           |
| Tamdakht                | 20. Dez. 2008  | Provinz Ouarzazate, Marokko                                                     | 0.100,0000                       | Gewöhnlicher Chondrit (H5)                                                        |
| Tenham                  | 1879           | Queensland, Australien                                                          | 0.160,0000                       | Gewöhnlicher Chondrit (L6)                                                        |
| Tscheljabinsk           | 15. Feb. 2013  | Tscheljabinsk-Region, Hauptmasse Tschebarkulsee, Russland                       | 1.000,0000                       | Gewöhnlicher Chondrit (LL5)                                                       |
| Ubari                   | 27. Sep. 1944  | Erg Ubari, Fessan, Libyen                                                       | 0.08,0000                        | Gewöhnlicher Chondrit (LL6)                                                       |
| Wold Cottage            | 13. Dez. 1795  | Yorkshire, Nordengland, Großbritannien                                          | 0.025,0000                       | Gewöhnlicher Chondrit (L6)                                                        |
| Zagami                  | 3. Okt. 1962   | Zagami, Katsina, Nigeria                                                        | 0.018,1000                       | Marsmeteorit (Shergottit) größter Marsmeteorit                                    |
| Zakłodzie               | September 1998 | Zakłodzie, Powiat Zamojski, Woiwodschaft Lublin, Polen                          | 0.008,6800                       | Primitiver Enstatit-Achondrit                                                     |

## Stein-Eisen-Meteoriten
| Name          | Datum         | Fundort                                                     | Masse (kg) | Typ (Subtyp) Anmerkungen |
| ------------- | ------------- | ----------------------------------------------------------- | ---------- | ------------------------ |
| Brahin        | 1807          | Brahin, Belarus                                             | 0.850,0000 | Pallasit                 |
| Brenham       | 1882          | Kansas, Vereinigte Staaten                                  | 2.400,0000 | Pallasit                 |
| Eagle-Station |               | Eagle-Station, Carroll County, Kentucky, Vereinigte Staaten |            |                          |
| Esquel        | 1951          | Chubut, Argentinien                                         | 0.755,0000 | Pallasit                 |
| Estherville   | 1879          | Estherville, Iowa, Vereinigte Staaten                       | 0.206,0000 | Mesosiderit              |
| Fukang        | 2000          | Fukang, China                                               | 1.003,0000 | Pallasit                 |
| Krasnojarsk   | 1749          | Ubeisk bei Krasnojarsk, Sibirien, Russland                  | 0.700,0000 | Pallasit                 |
| Ras Tanura    | 23. Feb. 1961 | Ra's Tanura, Saudi-Arabien                                  | 0.000,0061 | Chondrit (H6)            |

## Eisenmeteoriten
| Name                      | Datum                    | Fundort                                         | Masse (kg) | Typ (Subtyp) Anmerkungen                                                         |
| ------------------------- | ------------------------ | ----------------------------------------------- | ---------- | -------------------------------------------------------------------------------- |
| Armanty                   | 1898                     | China                                           | 028.000,0  |                                                                                  |
| Bendegó                   | 18. Jh.                  | Brasilien                                       | 005.360,0  |                                                                                  |
| Braunau                   | 14. Juli 1847            | Broumov, heute Tschechien                       |            | Hexaedrit Entdeckung der Neumannschen Linien                                     |
| Cabin Creek               | 27. März 1886            | Cabin Creek, Arkansas, Vereinigte Staaten       | 000.048,5  | Oktaedrit Einzelstück                                                            |
| Campo del Cielo           |                          | Campo del Cielo, Argentinien                    | 100.000,0  | größtes Teilstück wog 37.000 kg                                                  |
| Canyon-Diablo             |                          | Barringer-Krater, Arizona, Vereinigte Staaten   | 030.000,0  |                                                                                  |
| Cape York                 |                          | Kap York, Grönland                              | 058.000,0  | größtes Teilstück wog 31.000 kg                                                  |
| Chinga                    |                          | Tanna-Tuva, Sibirien, Russland                  | 000.350,0  | Ataxit                                                                           |
| Cranbourne                |                          | Cranbourne, bei Melbourne, Australien           | 008.700,0  | Oktaedrit größtes Teilstück wog 3.500 kg                                         |
| Dronino                   | vor 2000                 | Oblast Rjasan, Russland                         | 000.500,0  | 2000 gefunden                                                                    |
| Elbogen                   | ca. 1400                 | Elbogen (Loket), Tschechien                     |            |                                                                                  |
| Gebel Kamil               | vor <500 J.              | Kamil-Krater, Sahara, Ägypten                   | 001.600,0  | ungruppiertes Eisen, Ataxit Fall vor < 500 Jahren, entdeckt 2009 via Google Maps |
| Gibeon                    | vor 1836                 | Gibeon, Namibia                                 | 026.000,0  | 1836 entdeckt                                                                    |
| Henbury                   |                          | Northern Territory, Australien                  | 000.625,0  | Einschlag vor 4200 ± 1900 Jahren                                                 |
| (Guttenbrunn,) Hirschbach | Okt. 2023, etwa          | Hirschbach im Mühlkreis, Österreich             |            | erster in Österreich gefundener Eisenmeteorit                                    |
| Hoba                      |                          | Otaviberge, Namibia                             | 055.000,0  | größter Eisenmeteorit in einem Stück, (vor) 1920 entdeckt                        |
| Hraschina                 | 26. Mai 1751             | Hraschina, Agram, Kroatien                      | 000.049,0  | orientierter Eisenmeteorit, 2 Teile: ≈40 kg und ≈9 kg                            |
| Lake Murray               | vor ca. 100 Mio. J.      | nahe Lake Murray, Oklahoma, USA                 | 000.270,0  | Eisenmeteorit (IIAB)                                                             |
| Mbozi                     | vor 1930                 | Mbozi Mission, Mbozi Distrikt, Tansania         | 16.000     | ungruppierter Eisenmeteorit                                                      |
| Morasko                   | vor 1914                 | Morasko, Polen                                  | 000.350,0  | 1914 entdeckt                                                                    |
| Mundrabilla               | vor mehreren Mio. Jahren | Mundrabilla Siding, Nullarbor Plain, Australien | 024.000,0  | Funde kleiner Teilstücke ab 1911                                                 |
| Nantan                    | 1516                     | Guanxi, China                                   | 009.500,0  |                                                                                  |
| Odessa                    |                          | Odessa, Texas, Vereinigte Staaten               |            | Oktaedrit                                                                        |
| Patos de Minas            | vor/bis 1925             | Patos de Minas, Minas Gerais, Brasilien         | 000.198,0  | Oktaedrit (zu unterscheiden von „Minas Gerais, Hexaedrit“)                       |
| Rafrüti                   | vor/bis 1886             | Rafrüti, Bern, Schweiz                          | 000.018,2  |                                                                                  |
| Retuerta del Bullaque     | vor/bis 1980             | Retuerta del Bullaque, Spanien                  | 000.100,0  |                                                                                  |
| Sikhote-Alin              | 12. Feb. 1947            | Sichote-Alin, Sibirien, Russland                | 030.000,0  |                                                                                  |
| Seymchan                  | vor Juni 1967            | Seimtschan, Russland                            | 000.272,0  |                                                                                  |
| Toluca                    | vor 1776                 | Toluca, Mexiko                                  | 002.500,0  |                                                                                  |

## Fragliche Meteoriten
- Tunguska-Ereignis